# Michael Iwanowski
Michael Iwanowski (* 6. Juni 1948 in Hindenburg, Polen) ist ein deutscher Verleger und Reiseveranstalter.
Iwanowski studierte Psychologie, Pädagogik und Geographie. Er arbeitete zunächst als Lehrer und ist seit 1987 selbstständiger Verleger und Reiseveranstalter. Iwanowski reiste schon in jungen Jahren häufig nach Namibia und sammelte Informationen über das Land, die er anschließend in einer Loseblattsammlung sortierte. Diese Sammlung bot er auch Bekannten an, für die er Namibiareisen plante. Als sich Anfang der 1980er Jahre die Unabhängigkeit Namibias abzeichnete, fuhren vermehrt politische Delegationen nach Namibia. Da es keine Reiseführer gab, wurde das Auswärtige Amt auf Iwanowskis Informationsbroschüren aufmerksam und bestellte 300 Stück. Somit entstand der erste Reiseführer und es folgte die Gründung des Reisebuchverlages für Individualreisende im Jahre 1983. Heute (Stand Juli 2019) hat der Verlag ein Sortiment von rund 90 Reiseführern.
Neben „Iwanowski’s Reisebuchverlag“ ist Iwanowski Eigentümer von „Iwanowski’s individuelles Reisen“, das Reisen ins südliche und östliche Afrika organisiert, sowie die Softwarefirma „awato“.
Michael Iwanowski ist verheiratet und hat einen Sohn. Er wohnt in Dormagen und Florida.